# Camponotus melichloros
Camponotus melichloros är en myrart som beskrevs av Kirby 1888. Camponotus melichloros ingår i släktet hästmyror, och familjen myror. Inga underarter finns listade.